# Cathydata schadei
Cathydata schadei là một loài bướm đêm trong họ Geometridae.